# فناوری سرگرمی
فناوری سرگرمی (به انگلیسی: Entertainment technology)، سیستمی از اجزای تولید شده یا ایجاد شده می‌باشد برای ارتقاء یا ایجاد هر نوع تجربه سرگرمی. از آنجا که مقوله‌های سرگرمی بسیار گسترده هستند و از آنجا که سرگرمی از بسیاری جهات جهان را مدل می‌کند، انواع فناوری‌های پیاده‌سازی شده از منابع گوناگون گرفته می‌شوند؛ بنابراین، به عنوان مثال، در تئاتر، متخصصان فن آوری سرگرمی می‌توانند در صورت وجود اتوماسیون مناظر، بتوانند مناظر را طراحی کنند، سیستم‌های برقی نصب کنند، لباس تولید کنند، از موتور استفاده کنند،  لوله‌کشی، و غیره را فراهم می‌کند. به این ترتیب، حوزه فناوری سرگرمی با بیشتر انواع دیگر فناوری در ارتباط است.
فناوری سرگرمی به ما کمک می‌کند تا از اوقات فراغت استراحت کنیم و لذت ببریم. آخرین فن آوری در سرگرمی‌های روزمره متحول شده‌است. روش‌های قدیمی مانند ضبط بر روی ضبط، نوار و سی دی، موسیقی را در سرتاسر جهان رقم زده‌است. فیلم‌ها از طریق عکاسی، فیلم و فیلم در اتاق‌های نشیمن آورده می‌شوند. با ظهور فناوری رایانه، روشهای سرگرمی بسیار بهینه شده‌است. بسیاری از خانواده‌ها اکنون دارای رایانه، کنسول یا هر نوع بازی رایانه ای دستی هستند. تنوع و پیچیدگی فناوری سرگرمی باعث شادی بی پایان و راحتی برای اوقات فراغت افراد خواهد شد. به‌طور سنتی، فن آوری سرگرمی از تئاتر مشتق صحنه سازی بوده، و صحنه سازی یک زیر مجموعه مهم از این سیستم است. با این وجود، ظهور انواع و مکانهای جدید برای سرگرمی و همچنین پیشرفت سریع فناوری، دامنه و عمل خود را افزایش داده‌است.
در طراحی انیمیشن و بازی، عبارت «فناوری سرگرمی» به دنیای بسیار واقعی تجربیات سرگرمی اشاره دارد که با ظهور فن آوری‌های دیجیتال در درجه اول با واسطه رایانه امکان‌پذیر است.

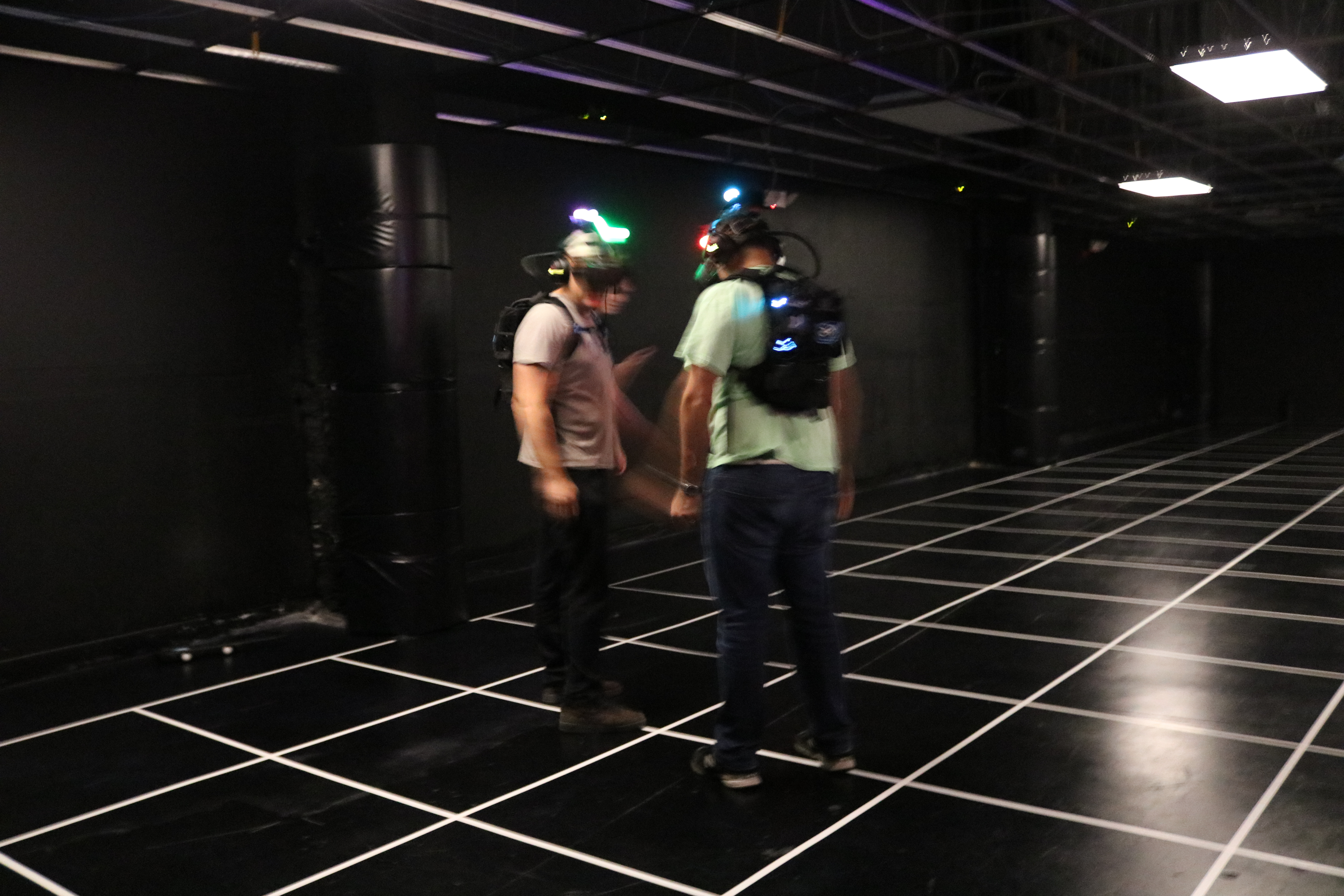
این یک نمونه از واقعیت مجازی است که بخشی از سرگرمی فناوری است.

## تاریخچه
طبق گفته شاو نگ، فناوری سرگرمی با اختراع واج فونوگرافی توسط توماس ادیسون آغاز شد که برای ضبط و پخش صدا از آن استفاده شد. این مورد توسط رسانه‌های دیگر مانند فیلم‌های خاموش، رسانه‌های پخش شده و قالب‌های مختلف موسیقی از پیش ضبط شده و سایر سرگرمی‌ها دنبال شد. این به نوبه خود جامعه را تحت تأثیر قرار داد، زیرا این فناوری به بخش بزرگی از زندگی روزمره تبدیل شده و به مردم، دولت‌ها و سازمان‌ها راهی برای ارتباط با ایده‌ها و خلاقیت‌های خود با دیگران می‌دهد.
از قرن ۱۹ میلادی، تولید، تنظیم و پخش فناوری سرگرمی، اصلی‌ترین بحث و جدل در مورد موجبات اطلاعات و محصولات فرهنگی بوده‌است. این فناوری‌ها شامل بازی‌های ویدئویی، دنیاهای مجازی و بازی‌های نقش آفرینی آنلاین و فناوری‌های شبکه‌های اجتماعی تفریحی است. علاوه بر این، دو تأکید اساسی در درمان علمی فن آوری‌های سرگرمی وجود دارد. در مرحله مصرف و مشارکت مخاطبان، رسانه‌هایی که به عنوان علوم کاربردی سرگرمی در نظر گرفته می‌شوند، می‌توانند به عنوان ظرفیت دستیابی به آمار و پرورش نگرش و به عنوان «فضایی» برای تعامل مورد بحث قرار گیرند. در سطح «کلان» اعضای خانواده اجتماعی و تولید، تصویرگری می‌تواند برای تقویت حالتهای تعلق، هویت و نگرش کار کند.
در دهه ۱۹۸۰، مصرف‌کنندگان ابتدا سرگرمی‌های دیجیتالی را در قالب سی دی‌های صوتی تطبیق می‌دهند و سپس در ابتدای دهه ۱۹۹۰، فرمت DVD وارد زندگی مردم می‌شود، در همین زمان، ماهواره مستقیم به خانه قبلاً شروع به ارائه مشتری کرده بود. با خدمات تلویزیون دیجیتال جعبه‌های تلویزیون ماهواره ای که در آن زمان بسیاری از خانوارها وجود داشتند می‌توانند اولین فناوری سرگرمی دیجیتال آنها باشند.
پخش تلویزیونی آنالوگ ایالات متحده در تاریخ ۱۲ ژوئن ۲۰۰۹ به پایان رسید. پخش تلویزیونی در اکثر مناطق ایالات متحده و اروپا با فیلم‌های با کیفیت بالا و صدای دیجیتالی به دیجیتال تبدیل شد. تغییر آن به دیجیتال در آن زمان یک چالش بزرگ بود. با نزدیک شدن به سالهای هزاره، دستگاه‌های قابل حمل همراه در بین مصرف‌کنندگان رواج یافت. iPod منتشر شده توسط اپل در سال ۲۰۰۱ می‌تواند نمونه خوبی باشد. یکی از نمادهای قرن بیست و یکم، این دستگاه پخش موسیقی دیجیتال قابل حمل بود و انقلابی را برای دستگاه‌های تلفن همراه آغاز کرد. iPod می‌تواند یک تعلق شخصی باشد، با گذشت زمان، چنین دستگاه‌های دیجیتالی شخصی شانس جایگزینی در استفاده از رایانه‌های شخصی، تلویزیون، DVR و از جمله تلفن‌های همراه قدیمی را دارند. در برخی شرایط، مصرف‌کنندگان سرگرمی دیجیتالی قابل حمل با صفحه نمایش کوچک را ترجیح می‌دهند.

## انواع فناوری سرگرمی
- ساخت مناظر
- خصوصیات
- لباس
- روشنایی
- صدا
- فیلم
- نمایش کنترل
- اتوماسیون
- لوازم متحرک
- شبیه‌سازی رایانه و واقعیت مجازی[۷]
- واقعیت افزوده و محیط‌های تعاملی[۸]
- دامنه دینامیکی بالا[۹]
- دستگاه‌های زمینه نور[۱۰]

## تحولات آینده
پخش ویدیو در این روز و عصر به بخش عظیمی از جامعه تبدیل شده و فقط شروع به گسترش می‌کند. پخش ویدئو با درآمد ۳۰٫۲۹ میلیارد دلار در سال ۲۰۱۶ و براساس پیش‌بینی‌های انجام شده توسط Research and Markets، در سال ۲۰۲۱ به ۷۰٫۰۵ میلیارد دلار خواهد رسید. چالش‌های توسعه در صنعت رسانه عبارتند از چگونگی به حداکثر رساندن محتوا، مارک‌ها و تبلیغات. مصرف‌کنندگان این زمینه را هدایت می‌کنند، شرکت‌ها دائماً اطلاعات مربوط به تنظیمات مصرف‌کننده، روابط، عادات و مکان‌ها را اجرا می‌کنند.
طبق گفته یان فالز، فناوری CGI که به تصویر سازی‌های رایانه ای معروف است، در سالهای اخیر بهبود یافته‌است. به عنوان مثال، بازیگرانی که در سال 2016 Prequel Star Wars را اجرا می‌کنند، در سال ۱۹۷۷ درگذشت و هنرمندان جلوه‌های تصویری از فیلم ضبط شده از استندآپ در خواندن خطوط او استفاده کردند تا نقش او را در گراند ماف تارکین بازنشر کنند. نور بر روی پوست، مو، داروهای ریز چشم، جریان خون در زیر پوسته‌ها همه عناصر زیبایی چهره به نظر می‌رسند که همگی با ایجاد دوباره شباهت‌ها در ارتباط هستند. با تطبیق پروژکتورهای اپسون با «لیزرهای ارتقا یافته نظامی»، فناوری هولوگرام بسیار زنده تر به نظر می‌رسد. در آینده، جزئیات ایجاد مجدد بیشتر متمرکز خواهد شد و هوش مصنوعی برای فناوری CGI اعمال خواهد شد. علاوه بر این، رایانه‌ها الگوریتم‌های جاسازی شده‌ای دارند و ساعت‌ها فیلمبرداری برای تولید حرکات صورت انسان ضبط می‌شود.
در آینده، بازی رو به رشد خواهد بود. آرلینگتون، تگزاس برای ورزشگاه فوتبال «جری جهانی» مشهور بود. در حالی که افتتاح استادیوم Esports Arlington، افسران امیدوارند که بتواند مرکز ورزش الکترونیکی باشد و تا سال ۲۰۲۱ ۱٫۷ میلیارد دلار درآمد کسب کند. بزرگترین مکان در آمریکای شمالی دارای ۱۰۰۰۰۰ پا مربع است و دارای یک مرحله ۸۰ فوت است و ۲۰۰۰ گیمر در جهان یک به یک می‌نشینند، حرکات آنها بر روی صفحه LED 85 فوت نشان داده می‌شود. چندین مکان اسکورت دیگر شامل Esports Arena Las Vegas و Esports Arena Oakland است. این سالن‌ها نه تنها برای مسابقات قهرمانی طراحی شده‌اند بلکه می‌توانند یک مرکز آموزشی برای جمع شدن گیمرها باشند تا بتوانند مهارت‌های خود را در آنجا ارتباط برقرار کنند. در آینده جوانان بیشتر و بیشتری را جذب می‌کنند. بسیاری از دارندگان ورزش‌های سنتی، مانند صاحب نیو انگلستان میهن پرستان و صاحب نیویورک متس، میلیون‌ها دلار در حق رای دادن به بازی سرمایه‌گذاری کرده‌اند. آنها بر این باورند که شرکت در کارها درگیری با هزاره‌ها در آینده است.
مشتریان در هنگام استفاده از تلویزیون یا صفحه نمایش دیگر قادر به تشخیص پیشرفت‌های جزئی در تصاویر و صدا نخواهند بود. دو فناوری جدید وجود دارد که نظرشان را تغییر خواهد داد. فن آوری اول صدا همه‌جانبه نامیده می‌شود و بیشتر در سالن‌های سینما استفاده می‌شود. Dolby Atmos که یک فرمت صدای سه بعدی است و با صدای سنتی احاطه شده متفاوت است. با توجه به صدای «مبتنی بر شی»، بلندگوها به سمت سقف روبرو هستند، به طوری که Atmos باعث می‌شود افراد هنگام هواپیما روی صفحه، احساس کنند که از بالای سرشان پرواز می‌کنند. این فناوری از سال ۲۰۱۴ در سینمای خانگی به کار گرفته شده‌است، اما با تعداد بسیار محدود فیلم و نمایش، زیرا بیشتر فیلم‌ها و نمایش‌ها آن فناوری‌های جاسازی نشده را داشتند. سرانجام بازار فیلم با روند روبرو شد، تجهیزات سینمای خانگی تعبیه شده با اتم‌ها با قیمت پایین‌تر به فروش می‌رسند. تلویزیون 4k اپل، Amazon Prime Video , Netflix همگی از پخش جریان با فرمت صدا سه بعدی پشتیبانی می‌کنند. فناوری دیگر با تیزترین تصویر همیشه همراه است. بسیاری از خانواده‌ها به تلویزیون‌های LCD 4K تغییر می‌کنند، در حالی که سامسونگ در حال تولید تلویزیون‌های جدید است که بسیار بهتر از آن تلویزیون‌های موجود در فروش است و تصور ما از تلویزیون را تغییر می‌دهد. «دیوار»، که نام یک تلویزیون غول پیکر است، با ۱۲ پا ضخامت دارد و فقط چند اینچ ضخامت دارد و از پنل‌های میکرو LED تغذیه می‌شود و باعث می‌شود تصاویر در تلویزیون روشن‌تر و تاریک تر از سایر فناوری‌های رقیب به نظر برسند. علاوه بر این، این پانل‌های میکرو LED برای عملکرد در کنار هم قرار گرفته‌اند، بنابراین «دیوار» می‌تواند در مورد اندازه‌ها و اشکال مورد نیاز خود را برآورده کند.

## تحصیلات
مدارس ارائه دهنده برنامه یا مدرک در فن آوری سرگرمی عبارتند از:
- دانشگاه کارنگی ملون، مرکز فناوری سرگرمی[۱۴]
- دانشکده فناوری دانشگاه نیویورک، گروه فناوری سرگرمی[۱۵]
- دانشگاه کالیفرنیای جنوبی، مرکز فناوری سرگرمی[۱۶]
- دانشگاه تگزاس در آستین، دانشکده طراحی و فناوری‌های خلاق[۱۷]
- دانشگاه میلرسویل، مطالعات چند رشته‌ای[۱۸]
- دانشگاه صنعتی تسوان، پرتوریا، آفریقای جنوبی[۱۹]
- آموزش فناوری سرگرمی، نیوزیلند[۲۰]

در حال حاضر، تنها دانشگاه ارائه مدرک به‌طور خاص در مهندسی سرگرمی و طراحی (صندوق) است دانشگاه نوادا، لاس وگاس (UNLV). از آنجا که برنامه UNLV در مراحل ابتدایی خود است، تکنسین‌های سرگرمی فعلی از طیف گسترده‌ای از سوابق تحصیلی ناشی می‌شوند که رایج‌ترین آنها تئاتر و فناوری مکانیکی است. این برنامه برای دانشجویانی که می‌خواهند در صنعت سرگرمی شرکت کنند نه مهندسی ناب یا تئاتر فنی، گزینه ای را فراهم می‌کند. این برنامه می‌تواند به دانش آموزان در رقابت شغلی افزایشی کمک کند. آنها در اصول مهندسی، مواد جدید و فن آوری‌های جدید مهارت خواهند یافت و در عین حال، هنوز هم می‌توانند در صنعت سرگرمی به تقاضای هنری برسند.
مدرک لیسانس در این زمینه‌ها به‌طور معمول با چند کلاس تخصصی تفاوت خواهد داشت.
به‌طور سنتی، افراد علاقمند به مشاغل در این زمینه یا خود را به عنوان کارآموز در اتحادیه‌های صنایع دستی معرفی می‌کردند یا در برنامه‌های دانشگاهی در فناوری تئاتر شرکت می‌کردند. اگرچه هر دو به روشهای محدود مناسب هستند، اما دنیای رو به رشد فناوری سرگرمی انواع مختلف محیطهای نمایش و عملکرد را از تئاتر در بر می‌گیرد. برای این منظور، فرصت‌های جدیدتری به وجود آمده‌است که پایه آموزشی گسترده‌تری نسبت به این محیط‌های سنتی تر فراهم می‌کند. مقاله «بازنگری در آموزش فن آوری سرگرمی» توسط جان هانتینگتون، فلسفه‌های تدریس جدید را توصیف می‌کند که با نیاز به یک محیط آموزشی غنی تر و انعطاف‌پذیر طنین انداز است:
«ما نیازداریم جهان‌هایی با آموزش تئاتری دوراندیشی را با دنیای تجاری تولید سرگرمی‌های زنده ارتباط دهیم. من معتقدم که این اتصال نه تنها به دانش آموزان عرصهٔ فناوری، بلکه برای تمام هنر عملکردی مفید واقع می‌شود. هنگامی که سیستم‌های فن آوری بالا از قبیل ویدئو، چراغ‌های متحرک، صدای کامپیوتری، مناظر مکانیزه و کنترل نمایشی حتی توسط تکنسین‌های سرگرمی با حد تسلط متوسط، به تسلط در می‌آیند آنها می‌توانند صنعت خود را پیش ببرند، که این به هنرمندان اجازه خواهد داد که هنرشان را نیز پیش ببرند.»